# Cindy Dandois
Cindy Dandois (Deurne, 26 de octubre de 1984) es una artista marcial mixta belga que compite en las divisiones de peso gallo y peso pluma en Invicta FC y ONE Championship, así como en la división de peso ligero de la Professional Fighters League.

## Carrera de artes marciales mixtas

### Primeros años
En enero de 2009, Cindy Dandois hizo su debut profesional en las MMA, derrotando a Marloes Coenen. En los años siguientes, Dandois derrotó a la campeona de kickboxing Jorina Baars, y se enfrentó a otros luchadores bajo la bandera de M-1. Dandois iba a luchar contra Gina Carano después de que ésta perdiera contra Cris Cyborg, pero tuvo que retirarse por quedarse embarazada.

### Invicta FC
Después de tres años de inactividad debido al embarazo, Dandois volvió a estar activa y firmó con Invicta Fighting Championships. En su debut promocional, en diciembre de 2014, se enfrentó a Tonya Evinger en Invicta FC 10: Waterson vs. Tiburcio. Perdió la pelea por sumisión de armbar.
La siguiente oponente de Dandois fue Megan Anderson, a quien derrotó por sumisión de triángulo en Invicta FC 14: Evinger vs. Kianzad. A continuación, Dandois sometió a Jessamyn Duke mediante una sumisión por brazo en Invicta FC 18: Grasso contra Esquibel.
Dandois tenía programado enfrentarse a Cris Cyborg, si bien el combate fue cancelado. En su lugar, Daria Ibragimova recibió la pelea titular, como una oportunidad de título de 145 libras contra Cyborg.

### Ultimate Fighting Championship
En febrero de 2017, se anunció que Dandois había firmado con la Ultimate Fighting Championship. En su debut, Dandois luchó contra Alexis Davis en UFC Fight Night 108. Perdió la pelea por decisión unánime. Dandois anunció más tarde en su Instagram que había sido liberada de la UFC.

### Rizin Fighting Federation
Dandois firmó entonces con la promoción japonesa Rizin Fighting Federation. Hizo su debut contra Reina Miura en el Rizin World Grand Prix 2017: 2nd Round el 29 de diciembre de 2017. Ella ganó la pelea por decisión dividida.

### Bellator MMA
Dandois se enfrentó a Olga Rubin el 15 de noviembre de 2018 Bellator 209. Perdió la pelea por decisión unánime.

### Professional Fighters League
En marzo de 2020, Dandois firmó con la estadounidense Professional Fighters League, debutando en un combate contra Kaitlin Young en PFL 3 el 6 de mayo de 2021. Perdió el combate por decisión unánime. Dandois se enfrentó a Kayla Harrison el 25 de junio de 2021 en la PFL 6. Perdió el combate en el primer asalto por una sumisión con barra de brazo.

## Controversia
En noviembre de 2019, Dandois acusó a su entonces novio Mustapha Brika, que también es luchador de MMA, de agredirla y romperle la nariz. Brika negó la agresión y afirmó que la lesión fue causada por la propia Dandois. En diciembre de 2020, un tribunal belga condenó a Brika a 50 horas de servicio comunitario.

## Vida personal
Dandois es profesora de secundaria. Tiene seis hijos: Naomi, Eleftherios, Lola Katerina, Nafisatu, Denahi y Sara-Mae.
Durante su estancia en Strikeforce estaba previsto que luchara contra Miesha Tate, pero el combate no llegó a celebrarse. Esto hizo que ambas se unieran, y desde entonces son amigas. Más tarde, Tate invitó a Dandois a Estados Unidos para que la ayudara a entrenar para su segundo combate contra Ronda Rousey.

## Récord en artes marciales mixtas
| Resultado | Récord | Oponente                 | Método                        | Evento                                     | Fecha                    | Ronda | Tiempo | Localización  |
| --------- | ------ | ------------------------ | ----------------------------- | ------------------------------------------ | ------------------------ | ----- | ------ | ------------- |
| Victoria  | 17–7   | Eleftheria Mitrou        | Sumisión (armbar)             | Cage Survivor 16                           | 29 de mayo de 2022       | 1     | 1:05   | Atenas        |
| Derrota   | 16–7   | Kayla Harrison           | Sumisión (armbar)             | PFL 6                                      | 25 de junio de 2021      | 1     | 4:44   | Atlantic City |
| Derrota   | 16–6   | Kaitlin Young            | Decisión (unánime)            | PFL 3                                      | 6 de mayo de 2021        | 3     | 5:00   | Atlantic City |
| Victoria  | 16–5   | Eleni Mytilinaki         | Sumisión (armlock)            | Cage Survivor 14                           | 15 de diciembre de 2019  | 2     | 1:50   | Atenas        |
| Victoria  | 15–5   | Bethany Christensen      | Sumisión (triangle choke)     | Conquest of the Cage                       | 15 de noviembre de 2019  | 1     | 1:56   | Spokane       |
| Victoria  | 14–5   | Elsira Sheree Amstelveen | Sumisión (triangle choke)     | Enfusion MMA 90                            | 2 de noviembre de 2019   | 1     | 0:58   | Amberes       |
| Victoria  | 13–5   | Gemma Pike               | Sumisión (rear-nacked chocke) | Staredown Fighting Championship 14         | 16 de marzo de 2019      | 1     | 2:00   | Amberes       |
| Derrota   | 12–5   | Iony Razafiarison        | Decisión (split)              | EBD 5 - European Beatdown 5                | 2 de febrero de 2019     | 3     | 5:00   | La Louvière   |
| Derrota   | 12–4   | Olga Rubin               | Decisión (unánime)            | Bellator 209                               | 16 de noviembre de 2018  | 3     | 5:00   | Tel Aviv      |
| Victoria  | 12–3   | Irén Rácz                | TKO (puñetazos)               | Staredown Fighting Championship 128        | 17 de marzo de 2018      | 2     | 1:58   | Deurne        |
| Victoria  | 11–3   | Hatice Özyurt            | Sumisión (triangle choke)     | Battle Under the Tower 2018                | 24 de febrero de 2018    | 2     | 1:46   | Steenwijk     |
| Victoria  | 10–3   | Reina Miura              | Decisión (split)              | Rizin World Grand Prix 2017: 2nd Round     | 29 de diciembre de 2017  | 3     | 5:00   | Saitama       |
| Victoria  | 9–3    | Kerry Hughes             | TKO (puñetazos)               | Cage Warriors 89                           | 25 de noviembre de 2017  | 1     | 1:53   | Amberes       |
| Derrota   | 8–3    | Alexis Davis             | Decisión (unánime)            | UFC Fight Night: Swanson vs. Lobov         | 22 de abril de 2017      | 3     | 5:00   | Nashville     |
| Victoria  | 8–2    | Anjela Pink              | Sumisión (armbar)             | COTC - Conquest of the Cage 24             | 11 de noviembre de 2016  | 1     | 0:13   | Spokane       |
| Victoria  | 7–2    | Jessamyn Duke            | Sumisión (armbar)             | Invicta FC 18: Grasso vs. Esquibel         | 29 de julio de 2016      | 1     | 1:33   | Kansas City   |
| Victoria  | 6–2    | Megan Anderson           | Sumisión (triangle choke)     | Invicta FC 14: Evinger vs. Kianzad         | 12 de septiembre de 2015 | 2     | 2:41   | Kansas City   |
| Derrota   | 5–2    | Tonya Evinger            | Sumisión (armbar)             | Invicta FC 10: Waterson vs. Tiburcio       | 5 de diciembre de 2014   | 2     | 1:23   | Houston       |
| Victoria  | 5–1    | Jorina Baars             | TKO (puñetazos)               | Staredown                                  | 19 de marzo de 2011      | 2     | 4:50   | Amberes       |
| Derrota   | 4–1    | Yana Kunitskaya          | TKO (puñetazos)               | M-1 Challenge 22                           | 10 de diciembre de 2010  | 1     | 0:34   | Moscú         |
| Victoria  | 4–0    | Sheila Gaff              | DQ (rodillazo ilegal)         | M-1 Selection 2010: Western Europe Round 3 | 29 de mayo de 2010       | 3     | 0:10   | Helsinki      |
| Victoria  | 3–0    | Daria Ibragimova         | Sumisión (triangle choke)     | M-1 Selection 2010: Western Europe Round 2 | 27 de marzo de 2010      | 1     | 3:02   | Weesp         |
| Victoria  | 2–0    | Maria Hougaard Djursaa   | TKO (puñetazos)               | M-1 Selection 2010: Western Europe Round 1 | 5 de febrero de 2010     | 1     | 1:12   | Hilversum     |
| Victoria  | 1–0    | Marloes Coenen           | Decisión (unánime)            | Beast of the East                          | 24 de enero de 2009      | 3     | 5:00   | Zutphen       |

## Enlaces personales
- Sitio web oficial
- Cindy Dandois en Facebook
- Cindy Dandois en Instagram
- Cindy Dandois en X (antes Twitter)

- Esta obra contiene una traducción  derivada de «Cindy Dandois» de Wikipedia en inglés, publicada por sus editores bajo la Licencia de documentación libre de GNU y la Licencia Creative Commons Atribución-CompartirIgual 4.0 Internacional.

- Datos: Q24852037
- Multimedia: Cindy Dandois / Q24852037